# Neuville-de-Poitou
 Neuville-de-Poitou  es una población y comuna francesa, situada en la región de Poitou-Charentes, departamento de Vienne, en el distrito de Poitiers y cantón de Neuville-de-Poitou.

## Demografía
| 3051 | 3104 | 3312 | 3623 | 3840 | 4058 |
| Para los censos de 1962 a 1999 la población legal corresponde a la población sin duplicidades (Fuente: INSEE [Consultar]) |      |      |      |      |      |